# Atletismo nos Jogos Olímpicos de Verão de 2012 - 200 m masculino
A competição dos 200 metros rasos masculino nos Jogos Olímpicos de Verão de 2012 aconteceu entre os dias 7 e 9 de agosto no Estádio Olímpico de Londres.
Usain Bolt ganhou pela segunda vez essa prova, formando-se um trio jamaicano, que além de Bolt, teve Yohan Blake e Warren Weir, respectivamente com a prata e o bronze.

## Calendário
Horário local (UTC+1).
| Data        | Horário | Fase            |
| ----------- | ------- | --------------- |
| 7 de agosto | 11:50   | Primeira rodada |
| 8 de agosto | 20:10   | Semifinais      |
| 9 de agosto | 20:55   | Final           |

## Medalhistas
| Ouro   | JAM Usain Bolt  |
| Prata  | JAM Yohan Blake |
| Bronze | JAM Warren Weir |

## Recordes
Antes desta competição, os recordes mundiais e olímpicos da prova eram os seguintes:
| Tipo | Atleta     | Tempo   | Local  | Data                 |
| ---- | ---------- | ------- | ------ | -------------------- |
|      | Usain Bolt | 19,19 s | Berlim | 20 de agosto de 2009 |
|      | Usain Bolt | 19,30 s | Pequim | 20 de agosto de 2008 |

## Primeira fase
A primeira fase foi realizada a 7 de agosto. Os três primeiros corredores de cada eliminatória (Q) e os oito seguintes mais rápidos (q) qualificaram-se para as semifinais.

### Bateria 1
| Pos. | Nome                    | CON                | Tempo | Notas           |
| ---- | ----------------------- | ------------------ | ----- | --------------- |
| 1    | Usain Bolt              | JAM Jamaica        | 20.39 | Q               |
| 2    | Aldemir da Silva Junior | BRA Brasil         | 20.53 | Q               |
| 3    | Isiah Young             | USA Estados Unidos | 20.55 | Q               |
| 4    | Alex Wilson             | SUI Suíça          | 20.57 | q               |
| 5    | Noah Akwu               | NGR Nigéria        | 20.67 |                 |
| 6    | Michael Herrera         | CUB Cuba           | 21.05 |                 |
| 7    | Vyacheslav Muravyev     | KAZ Cazaquistão    | 21.75 |                 |
| 8    | Jidou El Moctar         | MTN Mauritânia     | 22.94 | Recorde pessoal |

### Bateria 2
| Pos. | Nome                        | CON                      | Tempo | Notas           |
| ---- | --------------------------- | ------------------------ | ----- | --------------- |
| 1    | Christophe Lemaitre         | FRA França               | 20.34 | Q               |
| 2    | Anaso Jobodwana             | RSA África do Sul        | 20.46 | Q               |
| 3    | Aaron Brown                 | CAN Canadá               | 20.55 | Q,              |
| 4    | Likoúrgos-Stéfanos Tsákonas | GRE Grécia               | 20.56 | q               |
| 5    | Rondel Sorrillo             | TRI Trinidad e Tobago    | 20.76 |                 |
| 6    | Carlos Jorge                | DOM República Dominicana | 21.02 |                 |
| 7    | Cristián Reyes              | CHI Chile                | 21.29 |                 |
| 8    | Ibrahim Turay               | SLE Serra Leoa           | 21.90 | Recorde pessoal |

### Bateria 3
| Pos. | Nome                | CON                | Tempo | Notas            |
| ---- | ------------------- | ------------------ | ----- | ---------------- |
| 1    | Maurice Mitchell    | USA Estados Unidos | 20.54 | Q                |
| 2    | Christian Malcolm   | GBR Grã-Bretanha   | 20.59 | Q                |
| 3    | Michael Mathieu     | BAH Bahamas        | 20.62 | Q                |
| 4    | Roberto Skyers      | CUB Cuba           | 20.66 |                  |
| 5    | Shota Iizuka        | JPN Japão          | 20.81 |                  |
| 6    | Sibusiso Matsenjwa  | SWZ Suazilândia    | 20.93 | Recorde nacional |
| 7    | José Carlos Herrera | MEX México         | 21.17 |                  |
| 8    | Joel Redhead        | GRN Granada        | 21.22 |                  |

### Bateria 4
| Pos. | Nome                | CON         | Tempo | Notas |
| ---- | ------------------- | ----------- | ----- | ----- |
| 1    | Yohan Blake         | JAM Jamaica | 20.38 | Q     |
| 2    | Bruno Lins          | BRA Brasil  | 20.52 | Q     |
| 3    | Jaysuma Saidy Ndure | NOR Noruega | 20.52 | Q     |
| 4    | Serhiy Smelyk       | UKR Ucrânia | 20.65 |       |
| 5    | Paul Hession        | IRL Irlanda | 20.69 |       |
| 6    | Zhenye Xie          | CHN China   | 20.69 |       |
| 7    | Mosito Lehata       | LES Lesoto  | 20.74 |       |

### Bateria 5
| Pos. | Nome            | CON                       | Tempo | Notas |
| ---- | --------------- | ------------------------- | ----- | ----- |
| 1    | Warren Weir     | JAM Jamaica               | 20.29 | Q     |
| 2    | Antoine Adams   | SKN São Cristóvão e Neves | 20.59 | Q     |
| 3    | Kamil Krynski   | POL Polônia               | 20.66 | Q     |
| 4    | Pavel Maslák    | CZE República Checa       | 20.67 |       |
| 5    | Tremaine Harris | CAN Canadá                | 20.70 |       |
| 6    | Marek Niit      | EST Estônia               | 20.82 |       |
| 7    | Reto Schenkel   | SUI Suíça                 | 20.98 |       |
| —    | Alonso Edward   | PAN Panamá                | —     | DSQ   |

### Bateria 6
| Pos. | Nome              | CON                   | Tempo | Notas                |
| ---- | ----------------- | --------------------- | ----- | -------------------- |
| 1    | Alex Quiñónez     | ECU Equador           | 20.28 | Q,                   |
| 2    | Wallace Spearmon  | USA Estados Unidos    | 20.47 | Q                    |
| 3    | Shinji Takahira   | JPN Japão             | 20.57 | Q                    |
| 4    | Brendan Christian | ANT Antígua e Barbuda | 20.63 | q,                   |
| 5    | Jonathan Åstrand  | FIN Finlândia         | 20.73 | Recorde da temporada |
| 6    | Aziz Ouhadi       | MAR Marrocos          | 20.80 |                      |
| 7    | Sandro Viana      | BRA Brasil            | 21.05 |                      |
| —    | Ben Youssef Meité | CIV Costa do Marfim   | —     | DNS                  |

### Bateria 7
| Pos. | Nome                      | CON               | Tempo | Notas |
| ---- | ------------------------- | ----------------- | ----- | ----- |
| 1    | Churandy Martina          | NED Países Baixos | 20.58 | Q     |
| 2    | Kei Takase                | JPN Japão         | 20.72 | Q     |
| 3    | Jared Connaughton         | CAN Canadá        | 20.72 | Q     |
| 4    | Amr Ibrahim Mostafa Seoud | EGY Egito         | 20.81 |       |
| 5    | Arnaldo Abrantes          | POR Portugal      | 20.88 |       |
| 6    | James Ellington           | GBR Grã-Bretanha  | 21.23 |       |
| 7    | Trevorvano Mackey         | BAH Bahamas       | 21.28 |       |
| 8    | Jean-Yves Esparon         | SEY Seicheles     | 21.99 |       |

## Semifinais

### Semifinal 1
| Pos. | Nome                        | CON                | Tempo | Notas           |
| ---- | --------------------------- | ------------------ | ----- | --------------- |
| 1    | Yohan Blake                 | JAM Jamaica        | 20.01 | Q               |
| 2    | Wallace Spearmon            | USA Estados Unidos | 20.02 | Q               |
| 3    | Christophe Lemaitre         | FRA França         | 20.03 | q               |
| 4    | Jaysuma Saidy Ndure         | NOR Noruega        | 20.42 |                 |
| 5    | Likoúrgos-Stéfanos Tsákonas | GRE Grécia         | 20.52 | Recorde pessoal |
| 6    | Bruno Lins                  | BRA Brasil         | 20.55 |                 |
| 7    | Jared Connaughton           | CAN Canadá         | 20.64 |                 |
| 8    | Kei Takase                  | JPN Japão          | 20.70 |                 |

### Semifinal 2

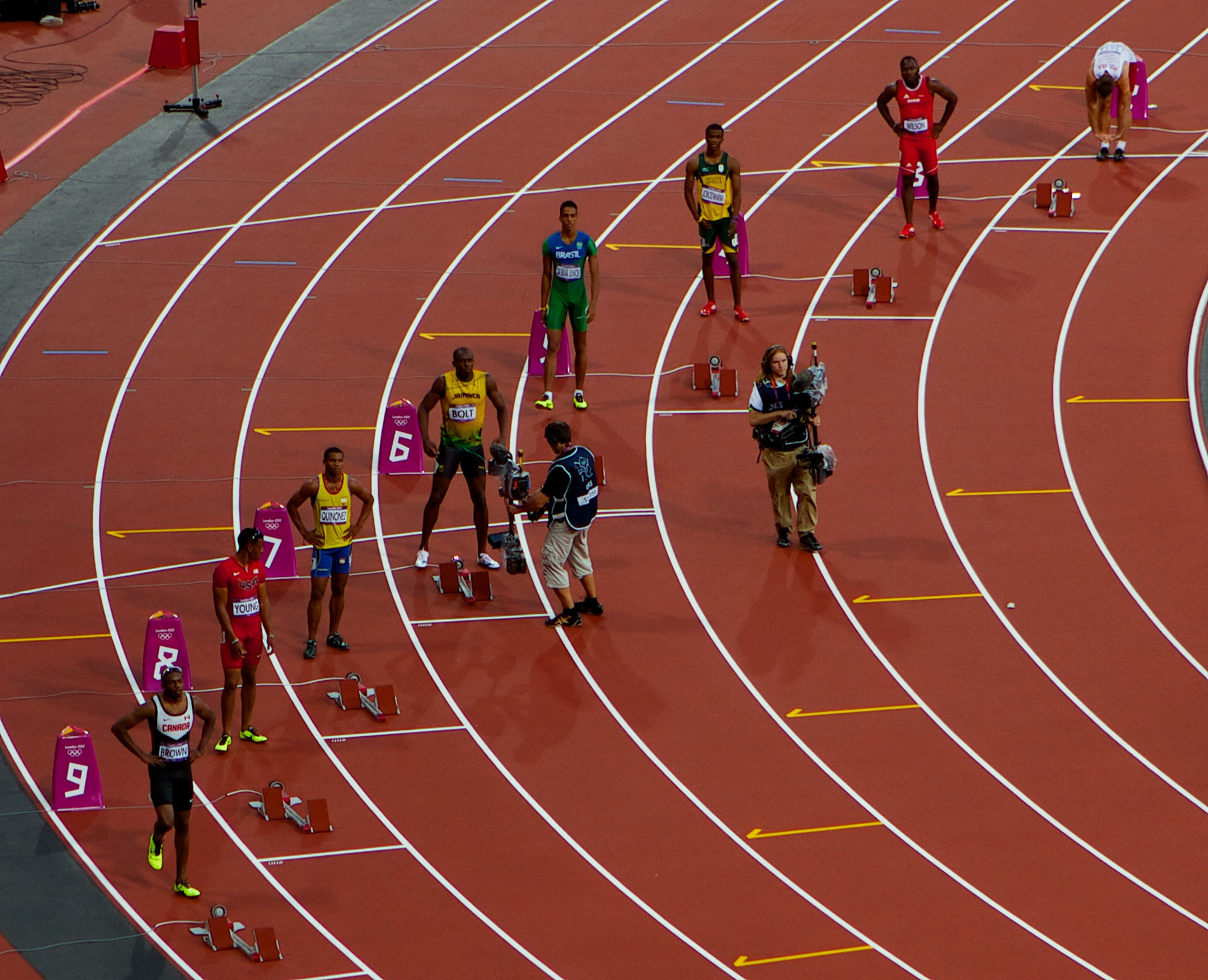
Atletas antes do início da segunda semifinal.

| Pos. | Nome                    | CON                | Tempo | Notas           |
| ---- | ----------------------- | ------------------ | ----- | --------------- |
| 1    | Usain Bolt              | JAM Jamaica        | 20.18 | Q               |
| 2    | Anaso Jobodwana         | RSA África do Sul  | 20.27 | Q,              |
| 3    | Alex Quiñónez           | ECU Equador        | 20.37 | q               |
| 4    | Aaron Brown             | CAN Canadá         | 20.42 | Recorde pessoal |
| 5    | Aldemir da Silva Junior | BRA Brasil         | 20.63 |                 |
| 6    | Kamil Krynski           | POL Polônia        | 20.83 |                 |
| 7    | Alex Wilson             | SUI Suíça          | 20.85 |                 |
| 8    | Isiah Young             | USA Estados Unidos | 20.89 |                 |

### Semifinal 3
| Pos. | Nome              | CON                       | Tempo | Notas                |
| ---- | ----------------- | ------------------------- | ----- | -------------------- |
| 1    | Churandy Martina  | NED Países Baixos         | 20.17 | Q                    |
| 2    | Warren Weir       | JAM Jamaica               | 20.28 | Q                    |
| 3    | Christian Malcolm | GBR Grã-Bretanha          | 20.51 |                      |
| 4    | Maurice Mitchell  | USA Estados Unidos        | 20.56 |                      |
| 5    | Brendan Christian | ANT Antígua e Barbuda     | 20.58 | Recorde da temporada |
| 6    | Antoine Adams     | SKN São Cristóvão e Neves | 20.65 |                      |
| 7    | Shinji Takahira   | JPN Japão                 | 20.77 |                      |
| —    | Michael Mathieu   | BAH Bahamas               | —     | DSQ                  |

## Final
| Pos.              | Nome                | CON                | Tempo | Notas                |
| ----------------- | ------------------- | ------------------ | ----- | -------------------- |
| Medalha de ouro   | Usain Bolt          | JAM Jamaica        | 19.32 | Recorde da temporada |
| Medalha de prata  | Yohan Blake         | JAM Jamaica        | 19.44 | Recorde da temporada |
| Medalha de bronze | Warren Weir         | JAM Jamaica        | 19.84 | Recorde pessoal      |
| 4                 | Wallace Spearmon    | USA Estados Unidos | 19.90 | Recorde da temporada |
| 5                 | Churandy Martina    | NED Países Baixos  | 20.00 |                      |
| 6                 | Christophe Lemaitre | FRA França         | 20.19 |                      |
| 7                 | Alex Quiñónez       | ECU Equador        | 20.57 |                      |
| 8                 | Anaso Jobodwana     | RSA África do Sul  | 20.69 |                      |

Legenda
| Recorde mundial      | Recorde mundial (World record)               |                       | Recorde africano                      | Recorde africano (African) |                                           | Q | Classificado por posição (Qualified) |
| Recorde olímpico     | Recorde olímpico (Olympic record)            | Recorde da América    | Recorde da América (Americas)         | q                          | Classificado por melhor tempo (Qualified) |   |                                      |
| Melhor marca do ano  | Melhor marca do ano (World leading)          | Recorde asiático      | Recorde asiático (Asian)              | DNS                        | Não largou (Did not start)                |   |                                      |
| Recorde nacional     | Recorde nacional (National record)           | Recorde europeu       | Recorde europeu (European)            | DNF                        | Não terminou (Did not finish)             |   |                                      |
| Recorde pessoal      | Recorde pessoal do atleta (Personal best)    | Recorde da Oceania    | Recorde da Oceania (Oceania)          | DSQ / DQ                   | Desclassificado (Disqualified)            |   |                                      |
| Recorde da temporada | Recorde da temporada do atleta (Season best) | Recorde sul-americano | Recorde sul-americano (South America) | NM                         | Sem marca (No mark)                       |   |                                      |